# 대한민국 개인정보보호위원회
개인정보 보호위원회(個人情報 保護委員會)는 개인정보 보호에 관한 사무를 독립적으로 수행하는 대한민국의 중앙행정기관이다. 위원장은 장관급 정무직공무원으로, 부위원장은 차관급 정무직공무원으로 보한다.

## 소관 사무
- 개인정보의 보호와 관련된 법령의 개선에 관한 사항
- 개인정보 보호와 관련된 정책·제도·계획 수립·집행에 관한 사항
- 정보주체의 권리침해에 대한 조사 및 이에 따른 처분에 관한 사항
- 개인정보의 처리와 관련한 고충처리·권리구제 및 개인정보에 관한 분쟁의 조정
- 개인정보 보호를 위한 국제기구 및 외국의 개인정보 보호기구와의 교류·협력
- 개인정보 보호에 관한 법령·정책·제도·실태 등의 조사·연구, 교육 및 홍보에 관한 사항
- 개인정보 보호에 관한 기술개발의 지원·보급 및 전문인력의 양성에 관한 사항
- 「개인정보 보호법」 및 다른 법령에 따라 보호위원회의 사무로 규정된 사항

## 연혁
- 2011년 9월 30일: 대통령 소속으로 개인정보 보호위원회 설치.[4]
- 2012년 1월 30일: GPEN(Global Privacy Enforcement Network) 가입.[5]
- 2012년 3월 6일: APPA(Asia Pacific Privacy Authorities) 가입.[6]
- 2012년 10월 22일: ICDPPC(International Conference of Data Protection and Privacy Commissioners) 가입.[7]
- 2012년 8월 5일: 국무총리 소속으로 변경, 중앙행정기관으로 격상.
- 2016년 7월 26일: 개인정보 보호 강화 필요성 증대에 따라 개인정보 침해요인 평가 기능 신설 및 개인정보 분쟁조정 기능 이관 등 조직·정원 확대[8]
- 2020년 8월 11일: 법률 제17472호로 정부조직법에도 중앙행정기관으로 명시.

## 조직
위원장 1명과 부위원장 1명을 포함한 위원 9명으로 구성한다. 위원은 개인정보 보호에 관한경력과 전문지식이 풍부한 사람 중에서 대통령이 임명하되 위원장과 부위원장은 국무총리의 제청을, 위원 2명은 위원장의 제청을, 2명은 여당의 추천을, 3명은 야당의 추천을 거친다. 위원의 임기는 3년이며 한 차례 연임이 가능하다.
회의는 위원장이 필요하다고 인정하거나 재적위원 1/4 이상의 요구로 위원장이 소집한다. 재적위원 과반수의 출석으로 개의하고 출석위원 과반수의 찬성으로 의결한다. 효율적인 업무 수행을 위해 위원 3명으로 구성되는 소위원회를 둘 수 있으며 사무를 처리하기 위해 사무처를 둔다.
| 국                      | 담당관실·과                                                                                  |
| 위원장 산하 하부조직    | 위원장 산하 하부조직                                                                         |
| ----------------------- | -------------------------------------------------------------------------------------------- |
| 대변인실                |                                                                                              |
| 범정부 마이데이터추진단 | 전략기획팀ㆍ서비스혁신팀ㆍ인프라표준화팀                                                     |
| 사무처장 산하 하부조직  |                                                                                              |
| 기획조정관실            | 혁신기획담당관실ㆍ심사총괄담당관실ㆍ법무감사담당관실ㆍ국제협력담당관실                       |
|                         | 운영지원과                                                                                   |
| 개인정보정책국          | 개인정보보호정책과ㆍ신기술개인정보과ㆍ데이터안전정책과ㆍ자율보호정책과ㆍ인공지능프라이버시팀 |
| 조사조정국              | 조사총괄과ㆍ조사1과ㆍ조사2과ㆍ침해평가과ㆍ분쟁조정과ㆍ조사3팀                                |

## 정원
개인정보 보호위원회에 두는 공무원의 정원은 다음과 같다.
| 총계          | 총계              | 171명 |
| ------------- | ----------------- | ----- |
| 정무직 계     | 정무직 계         | 2명   |
|               | 위원장            | 1명   |
|               | 부위원장          | 1명   |
|               |                   |       |
| 일반직 계     | 일반직 계         | 168명 |
|               | 고위공무원단      | 5명   |
|               | 3급 이하 5급 이상 | 85명  |
|               | 6급 이하          | 76명  |
|               | 전문경력관        | 2명   |
|               |                   |       |
| 경찰공무원 계 | 경찰공무원 계     | 1명   |
|               | 경정 이하         | 1명   |

## 재정
총수입·총지출 기준 2023년 재정 규모는 다음과 같다.
| 구분     | 세입예산       | 작년 대비 증감 |
| -------- | -------------- | -------------- |
| 일반회계 | 42억 4400만 원 | +46.04%        |
|          |                |                |
| 합계     | 42억 4400만 원 | +46.04%        |

| 구분     | 구분         | 세출예산        | 작년 대비 증감 |
| -------- | ------------ | --------------- | -------------- |
| 일반회계 | 일반회계     | 589억 2400만 원 | +17.39%        |
|          | 정부자원관리 | 427억 2100만 원 | +23.05%        |
|          | 일반행정     | 162억 300만 원  | +4.68%         |
|          |              |                 |                |
| 합계     | 합계         | 589억 2400만 원 | +17.39%        |

## 같이 보기
- 개인정보 보호위원회 위원장
- 개인정보 보호위원회 부위원장
- 대한민국 개인정보 분쟁조정위원회

### 내용주
1. ↑  개방형 직위.
2. ↑  2025년 1월 31일까지 존속하는 한시조직.
3. ↑  한시정원 3명 포함.
4. ↑  한시정원 4명 포함.

### 참조주
1. 1 2  「개인정보 보호위원회와 그 소속기관 직제」 별표 1·별표 3
2. 1 2  기획재정부. “열린재정 > 재정연구분석 > 재정분석통계 > 예산편성현황(총수입)”. 《열린재정》. 2023년 1월 5일에 확인함.
3. 1 2  기획재정부. “열린재정 > 재정연구분석 > 재정분석통계 > 세목 예산편성현황(총지출)”. 《열린재정》. 2023년 1월 5일에 확인함.
4. ↑  법률 제10465호
5. ↑  “GPEN 홈페이지”. 2013년 10월 30일에 원본 문서에서 보존된 문서. 2013년 8월 28일에 확인함.
6. ↑  “APPA 홈페이지”. 2013년 7월 23일에 원본 문서에서 보존된 문서. 2013년 8월 28일에 확인함.
7. ↑  신혜권 (2012년 10월 26일). “개인정보보호위원회, ICDPPC 정회원 가입”. 《전자신문》. 2018년 4월 1일에 원본 문서에서 보존된 문서. 2013년 8월 21일에 확인함.
8. ↑  “개인정보위 홈페이지”. 2023년 10월 15일에 원본 문서에서 보존된 문서. 2023년 10월 15일에 확인함.